# Wreckfest
Wreckfest, cunoscut anterior sub numele de Next Car Game și Next Car Game: Wreckfest, este un joc de curse de supraviețuire dezvoltat de Bugbear Entertainment și publicat de THQ Nordic. Acesta a fost lansat în iunie 2018 și a primit recenzii pozitive din partea criticilor de jocuri video. Wreckfest este considerat un succesor spiritual al seriei FlatOut și se concentrează pe aspectul distrugerii vehiculelor în timpul cursei.
Wreckfest se concentrează în mare parte pe competițiile de curse în stil „Demolition derby”. Jocul dispune de un model fizic bine dezvoltat pentru comportamentul vehiculelor pe șosea, precum și un sistem de daune detaliat care afectează atât aspectul, cât și performanța mașinilor în timpul coliziunilor. Pe parcursul jocului, jucătorii primesc bani și puncte de experiență pentru a progresa în cariera lor, câștigând astfel acces la noi mașini și piese de schimb.
Wreckfest oferă o varietate de moduri de joc, inclusiv modul „Cariera”, care îi permite jucătorului să își îmbunătățească abilitățile de conducere și să își personalizeze vehiculele pe măsură ce avansează în clasament. În plus, jocul include un mod „Eveniment propriu”, care permite jucătorilor să creeze propriile lor curse personalizate și să le împărtășească cu alți jucători online.
Wreckfest are și un mod multiplayer, care permite jucătorilor să se confrunte unii cu alții într-o varietate de curse online. Modul multiplayer oferă o experiență intensă și distractivă, în care jucătorii se pot lupta pentru supremația pe pista de curse. În ansamblu, Wreckfest este un joc impresionant, cu grafică de înaltă calitate și gameplay captivant, care promite să ofere o experiență de curse de neuitat pentru fanii genului.
Dezvoltarea Wreckfest a început în 2012 sub numele de cod Next Car Game. În timpul primei faze de dezvoltare, dezvoltatorii au întâmpinat dificultăți în ceea ce privește lipsa unui editor de joc. Ca urmare, jocul a fost lansat în acces anticipat în 2014, permițând dezvoltatorilor să își îmbunătățească capabilitățile pe parcursul timpului.
Cu toate acestea, dezvoltarea jocului a fost destul de lentă în primele stadii, iar dezvoltatorii au întâmpinat dificultăți financiare. Acest lucru a dus la vânzarea drepturilor de publicare a jocului către THQ Nordic în 2017, care a contribuit la accelerarea procesului de dezvoltare a jocului pentru platformele actuale.
Wreckfest a fost lansat oficial în iunie 2018 și a primit recenzii pozitive din partea criticilor de jocuri video. Aceștia au lăudat jocul pentru modelul său de fizică bine dezvoltat și pentru gameplay-ul distractiv și intens. Cu toate acestea, au fost menționate și anumite deficiențe, cum ar fi problemele muzicale și tehnice.
În ciuda acestor probleme, Wreckfest a devenit unul dintre cele mai populare jocuri de curse disponibile și continuă să primească actualizări și conținut descărcabil. Acesta a fost bine primit de comunitatea de jucători, care consideră că jocul oferă o experiență de curse de neuitat și distractivă.

## Gameplay
stanga|miniatura|250x250px| Captură de ecran din joc. Wreckfest este succesorul spiritual al seriei FlatOut și prezintă o fizică detaliată a distrugerii
Wreckfest este un joc de curse de supraviețuire 3D care oferă o varietate de competiții de curse, de la curse clasice până la „Demolition derby”. Cursele au loc pe diferite piste, fiecare având o structură unică, suprafață de drum și altele. Competițiile „Demolition derby” au loc în arene speciale, iar vehiculele variază în ceea ce privește specificațiile tehnice, cum ar fi accelerația, conducerea și durabilitatea.
Fiecare mașină are o anumită clasă, care afectează performanța acesteia. Vehiculele pot fi personalizate și reglate pentru a se potrivi preferințelor jucătorului. În timpul cursei, mașinile pot fi deteriorate, ceea ce afectează aspectul și performanța acestora. În cazul unei deteriorări grave, jucătorul poate fi eliminat din cursă.
Jucătorii primesc puncte de experiență pentru a progresa în cariera lor, iar la atingerea unui anumit număr de puncte, li se atribuie un nivel superior, care deschide accesul la vehicule noi, piese de schimb și alte recompense. În plus, jucătorii primesc și bani pentru finalizarea curselor, cu valoarea premiului depinzând de rezultatele cursei și de nivelul de dificultate.
Banii câștigați pot fi utilizați pentru achiziționarea de mașini noi și îmbunătățiri pentru acestea. Jocul oferă o experiență captivantă și distractivă, cu grafică de înaltă calitate și un model de fizică bine dezvoltat. Wreckfest este considerat unul dintre cele mai bune jocuri de curse disponibile în prezent și este apreciat de către comunitatea de jucători pentru gameplay-ul său intens și variat.
Modul principal din Wreckfest este „Cariera”. Acest mod conține cinci campionate diferite, de la ușor la mai dificil, fiecare cu propriile provocări și sarcini. Unele provocări sunt disponibile doar după ce se atinge un anumit număr de puncte de experiență, iar pentru finalizarea cu succes a unor teste, jucătorul primește o mașină nouă drept recompensă.
Provocările includ o varietate de sarcini, cum ar fi terminarea unei curse într-un anumit timp, provocarea unei anumite daune și ocuparea unei poziții de lider în timpul cursei. În plus, pentru fiecare test, sunt stabilite cerințe pentru clasa, țara de fabricație, tipul de acționare și alți parametri ai vehiculelor.
După atingerea unui anumit număr de puncte, campionatul este considerat trecut, ceea ce deschide accesul la următorul campionat. Pe lângă modul „Cariera”, jocul include și două moduri suplimentare: „Eveniment propriu”, care permite jucătorului să aleagă pista/arena, mașina și condițiile de sosire, și „Multiplayer”, un mod online pentru până la 24 de jucători.
Jocul are, de asemenea, un sistem de trofee și realizări, care oferă jucătorilor obiective suplimentare și recompense pentru performanțele lor în joc. Global, Wreckfest oferă o experiență de curse distractivă și intensă, cu o varietate de moduri și provocări care îi mențin pe jucători angajați și interesați de-a lungul timpului.

## Dezvoltarea și lansarea jocului
Wreckfest a fost conceput ca un succesor spiritual al seriei FlatOut, un alt joc de curse care a câștigat popularitate în anii 2000. Jocul combină elemente din jocuri precum FlatOut, Destruction Derby și Street Rod, un joc clasic din 1989.
Un aspect distinctiv al motorului de joc din Wreckfest este modelarea moale a deteriorării caroseriei mașinii, care permite jucătorilor să experimenteze o simulare mai realistă a coliziunilor și avariei vehiculelor.
De-a lungul dezvoltării sale, Wreckfest a devenit un joc extrem de populat și apreciat de comunitatea de jucători pentru gameplay-ul său distractiv și intens. Jocul a reușit să integreze elemente noi și interesante în genul de curse, oferind o experiență de joc cu adevărat unică și memorabilă.
Dezvoltarea jocului Next Car Game a început în 2012, iar pe 27 august 2013, dezvoltatorul Bugbear Entertainment a anunțat oficial jocul pe blogul lor. Jocul a fost anunțat inițial pentru PC, cu posibilitatea de a fi lansat și pe alte platforme, inclusiv Mac, în funcție de finanțare.
Deoarece jocul nu avea un editor disponibil la momentul lansării, Bugbear Entertainment a lansat o campanie de crowdfunding pe Kickstarter pe 1 noiembrie 2013 pentru a strânge cel puțin 350.000 USD pentru a finaliza dezvoltarea jocului. Cu toate acestea, campania a fost anulată pe 22 noiembrie, deoarece suma strânsă până la acel moment - 81.722 $ - nu a fost suficientă pentru a atinge obiectivul propus.
Cu toate acestea, Bugbear Entertainment a continuat să lucreze la joc și l-a lansat sub numele de Wreckfest în 2018. Jocul a primit recenzii pozitive și a devenit un succes comercial, agrăind o comunitate de jucători loiali și entuziaști.
După eșecul campaniei lor de crowdfunding pe Kickstarter, Bugbear Entertainment a oferit tuturor posibilitatea de a precomanda jocul Next Car Game. În schimb, toți cei care au precomandat jocul au primit acces la o demonstrație tehnică, care a primit un feedback pozitiv din partea jucătorilor și a dus la o creștere a numărului de persoane dispuse să precomande jocul.
În cele din urmă, o versiune de previzualizare a jocului a fost lansată în decembrie 2013, prezentând două mașini și trei piste, dintre care două erau piste de curse tradiționale, iar a treia era o arenă de derby. Această lansare a avut un succes imens și a primit feedback pozitiv din partea jucătorilor. Până la sfârșitul săptămânii de Crăciun, jocul a câștigat mai mult decât cei 350.000 USD necesari inițial.
Pe 15 ianuarie 2014, versiunea de previzualizare a jocului Next Car Game a fost lansată oficial pe Steam, fiind oferită la un preț special redus pentru o perioadă limitată de timp. Jocul a devenit un succes imens pe platforma Steam și a câștigat peste 1 milion de dolari în doar o săptămână. În cele din urmă, jocul a fost lansat oficial sub numele de Wreckfest în 2018 și a devenit un succes comercial și în rândul jucătorilor.
Pe 3 octombrie 2014, Bugbear Entertainment a anunțat pe blogul jocului că Next Car Game va primi un nou nume oficial - Wreckfest. În același timp, dezvoltatorii au adăugat multiplayer până la 18 jucători și modul deathmatch-game, o nouă pistă și o nouă mașină. De asemenea, au menționat că intenționează să adauge multiplayer cu 24 de jucători în versiunea finală a jocului, dar că va dura ceva timp pentru a optimiza codul de rețea.
La sfârșitul verii din 2016, dezvoltatorii au anunțat oficial că jocul va fi lansat și pe consolele Xbox One și PlayStation 4, ceea ce a fost o veste bună pentru fanii jocului care așteptau să joace Wreckfest și pe aceste platforme. În cele din urmă, jocul a fost lansat pe aceste platforme în 2019 și a continuat să primească actualizări și noi conținuturi, păstrându-și popularitatea printre jucători.
Lansarea versiunii pentru PC a jocului Wreckfest a avut loc pe 14 iunie 2018, iar pe Xbox One și PlayStation 4 jocul a fost lansat pe 27 august 2019, după o serie de întârzieri. Jocul este disponibil în două ediții: standard și deluxe, unde ediția deluxe include un permis de sezon pentru suplimente descărcabile ulterioare, inclusiv vehicule noi și piese de reglare. Jucătorii care au precomandat ediția deluxe au primit acces anticipat la joc și o mașină exclusivă.
În 2020, a fost lansat un nou permis de sezon pentru noi actualizări descărcabile, iar pe 1 iunie 2021, Wreckfest a fost lansat pe PlayStation 5 și Xbox Series X/S. Aceste versiuni includ grafică și controale îmbunătățite în conformitate cu capacitățile generației de console, iar proprietarii versiunilor PlayStation 4 și Xbox One ale jocului pot face upgrade la versiunile PlayStation 5 și Xbox Series X/S pentru o mică taxă.
Wreckfest a continuat să primească actualizări și conținuturi noi în ultimii ani, menținându-și popularitatea printre jucători. Jocul a fost apreciat pentru gameplay-ul său distractiv și intens, dar și pentru sistemul său de deteriorare realist al mașinilor, care oferă o experiență de joc cu adevărat unică și memorabilă.
Wreckfest a primit în general recenzii pozitive din partea criticilor de jocuri. Gameplay-ul dinamic și distractiv, modelul fizic excelent, grafica și sunetul de înaltă calitate au fost apreciate în mod special. Cu toate acestea, coloana sonoră și descărcările lungi au fost criticate de unii recenzenti.
Pe Metacritic, scorul mediu pentru Wreckfest este de 83/100 pentru versiunea Xbox One, 82/100 pentru PlayStation 4 și 81/100 pentru versiunea pentru PC. Pe GameRankings, scorul mediu este de 84,90% pentru PC, 82,50% pentru Xbox One și 81,45% pentru PlayStation 4.
Wreckfest a fost nominalizat de mai multe ori pentru cel mai bun joc de curse din 2018 și a câștigat premiul pentru cel mai bun joc de curse la premiile Golden Joystick din 2019. Jocul a continuat să primească actualizări și conținuturi noi, ceea ce a menținut interesul jucătorilor în joc.